# Wybory do landtagu Lippe w 1933 roku
Wybory do landtagu Lippe w 1933 roku – wybory do parlamentu lokalnego (landtagu) powiatu Lippe w Republice Weimarskiej, które odbyły się 15 stycznia 1933 roku. Zwyciężyła partia NSDAP zdobywając 39,5% głosów i 9 miejsc w samorządzie powiatu Lippe.

## Wyniki wyborów[2]
| Partia polityczna                                          | % głosów | Miejsca w samorządzie | +/− |
| ---------------------------------------------------------- | -------- | --------------------- | --- |
| Narodowosocjalistyczna Niemiecka Partia Robotników (NSDAP) | 39,5%    | 9                     | +9  |
| Socjaldemokratyczna Partia Niemiec (SPD)                   | 30,1%    | 7                     | −2  |
| Komunistyczna Partia Niemiec (KPD)                         | 11,2%    | 2                     | +1  |
| Niemiecka Narodowa Partia Ludowa (DNVP)                    | 06,1%    | 1                     | −2  |
| Chrześcijańska Społeczna Służba Ludowa (EVD)               | 04,6%    | 1                     | +1  |
| Niemiecka Partia Ludowa (DVP)                              | 04,4%    | 1                     | −2  |
| inne                                                       | 04,1%    | 0                     | −5  |

| Wybory do landtagu Lippe w 1933 roku | Wybory do landtagu Lippe w 1933 roku | Wybory do landtagu Lippe w 1933 roku | Wybory do landtagu Lippe w 1933 roku | Wybory do landtagu Lippe w 1933 roku |
| ------------------------------------ | ------------------------------------ | ------------------------------------ | ------------------------------------ | ------------------------------------ |
|                                      |                                      | % głosów                             |                                      |                                      |
| NSDAP                                |                                      | 39,5                                 |                                      |                                      |
| SPD                                  |                                      | 30,1                                 |                                      |                                      |
| KPD                                  |                                      | 11,2                                 |                                      |                                      |
| DNVP                                 |                                      | 6,1                                  |                                      |                                      |
| EVD                                  |                                      | 4,6                                  |                                      |                                      |
| DVP                                  |                                      | 4,4                                  |                                      |                                      |
| inne                                 |                                      | 4,1                                  |                                      |                                      |
|                                      |                                      |                                      |                                      |                                      |